# Asarums pastorat
Asarums pastorat var ett pastorat i Listers och Bräkne kontrakt i stiftet Lunds stift i Svenska kyrkan. Pastoratet upphörde när de ingående församlingarna gick samman 2021.
Pastoratskoden var 072102.
Pastoratet omfattade följande församlingar:
- Asarums församling
- Ringamåla församling